# Záříčí
Záříčí település Csehországban, Kroměříži járásban. Záříčí Vlkoš, Chropyně, Uhřičice, Troubky, Kojetín és Bochoř településekkel határos. Lakosainak száma 738 fő (2024. január 1.).

## Népesség
A település lakosságának változását az alábbi diagram mutatja:
| Lakosok száma | 539  | 761  | 861  | 886  | 781  | 746  | 698  | 716  | 684  | 738  |
|               | 1869 | 1900 | 1921 | 1961 | 1980 | 2011 | 2016 | 2019 | 2021 | 2024 |